# مدرسة كتشنر للطب
مدرسة كتشنر الطبية (بالإنجليزية: Kitchener School of Medicine)‏ هي مدرسة طبية تاريخية. افتتحها السير لي ستاك ـ الحاكم العام للسودان وسردار الجيش المصري ـ سنة 1924 في ذكرى اللورد هربرت كتشنر، الذي تولى منصب الحاكم العام للسودان بين عامي 1898 و1900. أُنشئت المدرسة بتبرعات أهلية، وقُبل فيها في عام إنشائها سبعة طلبة.
كانت مدة الدراسة بالمدرسة قبل سنة 1939 أربع سنوات، ثم صارت بعد ذلك ست سنوات، وكانت الشهادات التي تمنحها المدرسة معترفًا بها من قِبل كلية الأطباء الملكية وكلية الجراحين الملكية بإنجلترا.
ضُمت مدرسة كتشنر الطبية إلى كلية الخرطوم الجامعية في سبتمبر 1951، وبعد الاستقلال تحولت كلية الخرطوم الجامعية إلى جامعة الخرطوم، وصارت مدرسة كتشنر الطبية كلية من كلياتها. وقد بلغ عدد الطلبة الذين تقبلهم كلية الطب بجامعة الخرطوم سنويًا 350 طالبًا حسب إحصاء سنة 2012. ويعمل بكلية طب جامعة الخرطوم حوالي 201 عضو هيئة تدريس، إلى جانب عدد كبير من أعضاء هيئة التدريس الذين يعملون بدوام جزئي.

## من أشهر الأساتذة
- ألكسندر بيغام

## من أشهر الخريجين
- إبراهيم محمد المغربي